# Белоцерковский национальный аграрный университет
Белоцерковский национальный аграрный университет (укр. Білоцерківський національний аграрний університет) — государственное учебное заведение высшего образования Украины, расположенное в городе Белая Церковь.
Является научно-образовательным центром, в который входят пять высших учебных заведений, научные учреждения (5 научно-исследовательских институтов, 13 научно-исследовательских лабораторий, единственный в Украине Институт последипломного обучения руководителей и специалистов ветеринарной медицины, Институт европейской интеграции, учебно-научно-исследовательский центр), а также ряд сельскохозяйственных предприятий.

## История
Белоцерковский национальный аграрный университет имеет старинную богатую предысторию, которая берёт свое начало с 1630 года, с тех пор неоднократно меняя свое название, местонахождение, преподавательский состав и направления подготовки.
В 1630 году — в Виннице, в центре Брацлавского воеводства, при резиденции Иезуитского монастыря настоятель Марцин Заленский открыл коллегиум с изучением грамматики и поэтики. В 1632 году к коллегиуму была приобщена школа риторики.
В 1789 году в зданиях бывшего иезуитского коллегиума была основана окружная школа, которая в 1797 году получила статус уездного училища.
В 1814 году винницкое уездное училище было реорганизовано в Подольскую академическую гимназию; в 1832 году она была переименована в Винницкую. В 1843 году граф В. К. Браницкий незадолго до своей смерти подарил Белой Церкви усадьбу с одноэтажной каменным домом для гимназии и выделил 50 000 рублей на строительство нового здания, которое было сооружено архитектором Я. И. Вольманом (за этот проект архитектор получил золотую табакерку от Российского императора).

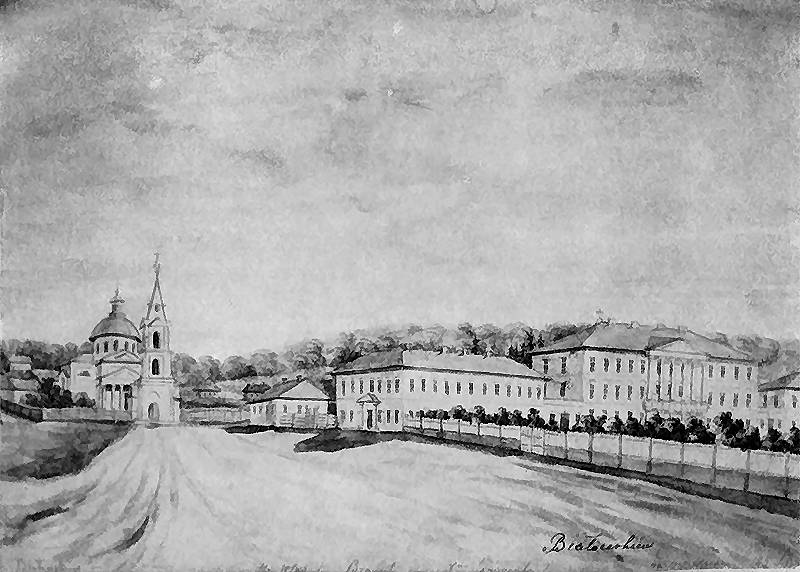
Вид гимназических корпусов со стороны площади, вторая половина XIX века

В 1847 году гимназию из Винницы перенесли в Белую Церковь (вместе с библиотекой в почти семь тысяч томов, коллекцией минералов и приборами физического кабинета) в построенное для неё здание. 19 февраля 1868 года директор гимназии Михаил Чалый стал инициатором создания в учебном заведении домовой церкви святых апостолов Архипа и Филимона, которая размещалась на третьем этаже главного корпуса. В 1880—1890 годах происходило реформирование гимназии, и она была разделена на мужскую и женскую.
После Октябрьской революции деятельность гимназии была прекращена. В 1920 году, в годы Гражданской войны, решением Киевского губревкома на базе Белоцерковской классической гимназии был основан сельскохозяйственный техникум земледелия. В 1921 году постановлением Киевского губнаробраза сельскохозяйственный техникум был объединен с промышленным, за счет чего значительно увеличился контингент его учащихся.
В 1923 году к Белоцерковскому техникуму присоединили студентов расформированного Таращанского техникума механизации, а в 1924 году — Смоленского сельскохозяйственного техникума. Затем в 1926 году техникум был преобразован в Белоцерковский сельскохозяйственный политехникум. В 1929 году политехникум был реформирован в сельскохозяйственный институт с тремя факультетами: полеводства, коллективизации и механизации сельского хозяйства.
В 1930 году институт был закрыт, и на его базе был создан зоотехнический техникум. В следующем году на базе техникума был открыт ветеринарно-зоотехнический институт. В 1934 году институт Белоцерковский ветеринарно-зоотехнический институт был объединён с Киевским агроинженерным институтом и создан Белоцерковский сельскохозяйственный институт с пятью факультетами: агрономическим, ветеринарным, зоотехническим, планово-экономическим и механизации сельского хозяйства. При институте открыли рабфак и различные подготовительные курсы.
В годы Великой Отечественной войны институт не работал. После освобождения территории Украины от немецких войск, в
1944 году, был проведён набор студентов на первые курсы ветеринарного и агрономического факультетов. В 1946 году состоялся первый послевоенный выпуск агрономов и ветеринарных врачей. В 1947 году восстановлена работа научных обществ им. И. И. Мечникова (ветеринарный и зоотехнический факультеты) и им. К. А. Тимирязева (агрономический факультет). В 1949—1950 годах была открыта аспирантура на кафедрах анатомии, эпизоотологии, гистологии, селекции и семеноводства и общего земледелия.
В 1955 году в институте были созданы первые специализированные ученые советы по защите кандидатских, а затем и докторских диссертаций. В 1964 году на агрономическом факультете создана научная лаборатория по селекции озимой пшеницы, в которой были выведены новые сорта БЦСГ-1 и БЦСГ-2.
В 1974 году в институте был создан факультет повышения квалификации и открыто подготовительное отделение. В 1990 году открыто экономическое отделение, которому в 1992 году, после распада СССР, был присвоен статус экономического факультета.
В 1993 году в Белоцерковском сельскохозяйственном институте был создан единственный в Украине Институт последипломного обучения руководителей и специалистов ветеринарной медицины. В период с 2003 по 2005 год открыты юридический факультет и факультет лингвистики.
В 2006 году приказом Министерства аграрной политики Украины на базе сельскохозяйственного института в Белой Церкви был создан региональный университетский центр Белоцерковского государственного аграрного университета, в который вошли его технолого-экономический колледж, а также Компаниевский, Козелецкий, Золотоношский, Бобринецкий техникумы ветеринарной медицины и Александрийский аграрный техникум.

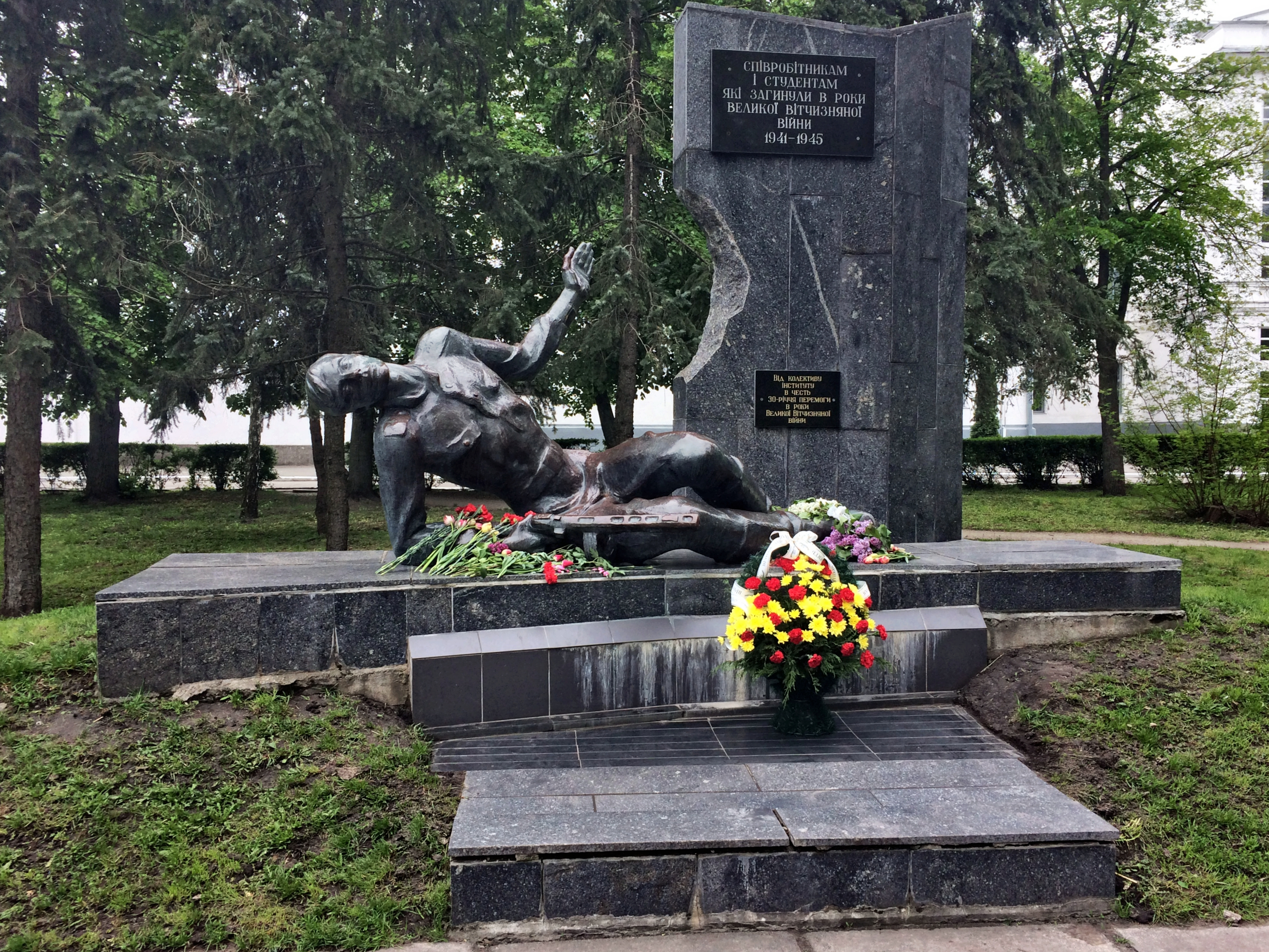
Памятник погибшим преподавателям и студентам

В 2007 году, учитывая общегосударственное и международное признание результатов деятельности университета в области подготовки кадров, аграрной науки и его весомый вклад в развитие агропромышленного производства, указом Президента Украины № 1296/2007 от 28 декабря 2007 года Белоцерковскому государственному аграрному университету присвоен статус национального.
У главного корпуса университета стоит памятник погибшим преподавателям и студентам, которые принимали участие в Великой Отечественной войне.
Ректорами учебного заведения были: Омельченко Федор Захарович (1921—1924), Власенко Владимир Максимович (1977—2005), Даниленко Анатолий Степанович (с 2008 года по настоящее время).
В числе его выпускников: Выпускники Белоцерковского национального аграрного университета.